# Простинь
Простинь (пол. Prostyń) — село в Польщі, у гміні Малкіня-Ґурна Островського повіту Мазовецького воєводства.
Населення — 800 осіб (2011).
У 1975-1998 роках село належало до Остроленцького воєводства.

## Демографія
Демографічна структура станом на 31 березня 2011 року:
|          | Загалом | Допрацездатний вік | Працездатний вік | Постпрацездатний вік |
| -------- | ------- | ------------------ | ---------------- | -------------------- |
| Чоловіки | 407     | 90                 | 281              | 36                   |
| Жінки    | 393     | 81                 | 217              | 95                   |
| Разом    | 800     | 171                | 498              | 131                  |